# 씨앗 은행

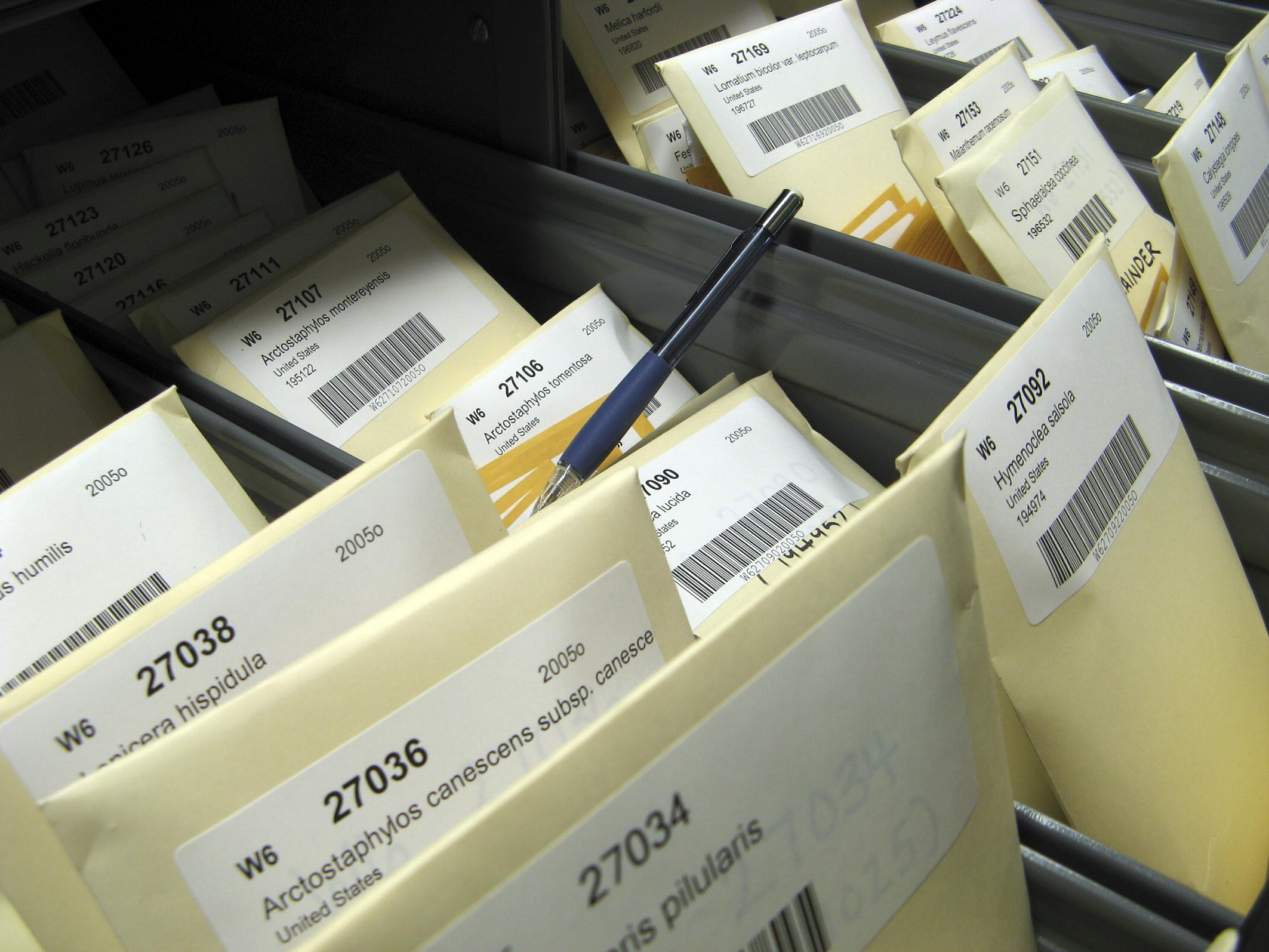
씨앗 은행에 보관된 씨앗

씨앗 은행(영어: Seed bank) 또는 종자 은행(種子銀行)은 유사시에 대비하고 생물 다양성을 보존하기 위해 식물의 씨앗을 수집·보관하는 시설이다. 유전자 은행의 일종으로 종자 저장고(영어: Seed Vault 시드볼트[*])로도 불린다. 씨앗의 장기 저장에 적합한 온도와 습도가 갖추어져 있다.

## 세계의 씨앗 은행
- 국립생물자원관 국가야생식물종자은행 (대한민국 인천)
- 국립백두대간수목원 종자영구보존시설 (대한민국 봉화군)
- 밀레니엄 종자 은행 파트너십 (영국 런던)
- 스발바르 국제 종자 저장고 (노르웨이 스발바르)
- 바빌로프 전러시아 식물 유전 자원 연구소 (러시아 상트페테르부르크)

## 같이 보기
- 씨앗 도서관